# Freston
Freston is een civil parish in het bestuurlijke gebied Babergh, in het Engelse graafschap Suffolk. In 2001 telde het civil parish 122 inwoners.

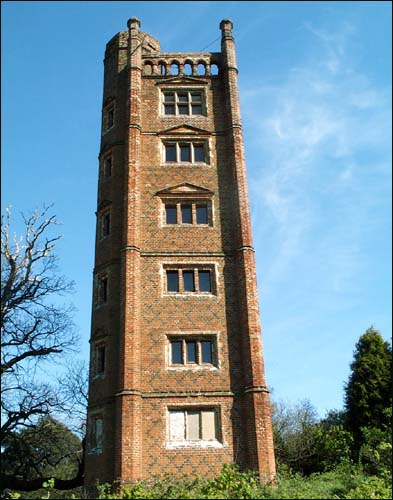
Freston Tower